# Riforma agraria in Zimbabwe
La riforma agraria in Zimbabwe, iniziata ufficialmente nel 1979 con la firma degli accordi di Lancaster House, supportato dal partito ZANU-PF di Robert Mugabe, fu uno sforzo per distribuire più equamente la terra tra i neri, storicamente emarginati, e la minoranza dei bianchi che hanno governato lo Zimbabwe dal 1890 al 1979. 
Prima dell'implementazione di questa riforma le terre erano distribuite in modo disuguale : 4,400 bianchi in Rhodesia possedevano il 51% delle terre mentre oltre 4.3 milioni di neri ne possedeva il 42% (questo considerando anche le terre non destinate all'agricoltura). Questo fatto oltre al dominio completo dei bianchi nel neonato stato Rhodesiano furono messi alla prova dai partiti nazionalisti neri ZANU-PF e ZAPU nella guerra civile Rhodesiana. 
All'indipendenza dell'odierno Zimbabwe nel 1980 dopo la guerra civile, gli accordi di Lancaster House contenevano una clausola che proibiva l'ottenimento dei terreni con la forza, e questo portò il governo a incentivare i proprietari a vendere i propri terreni, questo fino al 2000 quando il governo Mugabe cominciò una politica più aggressiva.
La distribuzione delle terre da parte del governo è forse la questione politica più importante e aspramente contestata dello Zimbabwe contemporaneo. 
Può essere divisa in due periodi: dal 1979 al 2000 è stato applicato il percorso, più lento e graduale, fondato sul principio del "willing buyer, willing seller", con aiuti economici dalla Gran Bretagna; in un secondo tempo, a partire dal 2000, si è dato avvio a un programma brutale di riforma agraria, utilizzato da Robert Mugabe per colpire sia i suoi oppositori di colore sia i coltivatori bianchi. 
Nel 2020 il governo ha annunciato che i coltivatori bianchi potranno richiedere la restituzione delle terre loro espropriate. 

## Retroscena
L'inizio delle contese dei terreni nella società Zimbabwese lo si deve alla colonizzazione europea della regione, la quale fu scenario di migrazioni di massa di numerosi popoli bantù, nel 16º secolo i portoghesi cercarono di colonizzare lo Zimbabwe per motivi commerciali ma non riuscirono mai a creare un avamposto permanente fino a 300 anni dopo, il primo grande regno Zimbabwese fu l'Impero Rozwi, fondato nell'11° secolo, 200 anni dopo il potere del regno cominciò a decadere per mano dei popoli Karanga, una nuova tribù che veniva dalle sponde nord del Fiume Zambesi, i quali formarono i primi nuclei della civiltà Shona, assieme a quella Zezuru nello Zimbabwe centrale, i Korekore nel Nord, i Manyika nell'Est, gli Ndau nel Sud-est e i Kalanga nel Sud-ovest.